# Adil Osmanov

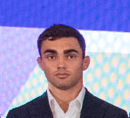
Adil Osmanov im Juli 2024

Adil Osmanov (* 2. Juli 2000 in Moskau) ist ein moldauischer Judoka. Bei den Olympischen Spielen 2024 in Paris gewann er eine Bronzemedaille.

## Karriere
Osmanov wuchs in Russland auf und zog mit 17 Jahren in die Republik Moldau. Bis 2019 kämpfte er in der Gewichtsklasse bis 66 Kilogramm. 2019 wurde er Zweiter bei den Junioreneuropameisterschaften.
Seit 2021 kämpft er in der Gewichtsklasse bis 73 Kilogramm. 2021 und 2022 gewann er jeweils die Bronzemedaille bei den U23-Europameisterschaften. Im Juni 2023 wurde er Siebter bei den aus dem Jahr 2021 verschobenen World University Games in Chengdu. Im November 2023 erreichte er den Kampf um Bronze bei den Europameisterschaften in Montpellier und unterlag dann seinem Landsmann Petru Pelivan. Im März 2024 siegte Osmanov beim Grand Slam in Antalya. Bei den Europameisterschaften in Zagreb erreichte er das Halbfinale und unterlag dann Hidayət Heydərov aus Aserbaidschan. Den Kampf um Bronze verlor er gegen den Georgier Lascha Schawdatuaschwili. Einen Monat später schied Osmanov bei den Weltmeisterschaften in Abu Dhabi im Achtelfinale gegen einen Russen aus. Im Juli bei den Olympischen Spielen in Paris waren keine russischen Judoka am Start. Osmanov gewann seine ersten drei Kämpfe und verlor im Halbfinale gegen den Franzosen Joan-Benjamin Gaba. Im Kampf um eine Bronzemedaille bezwang Osmanov den Italiener Manuel Lombardo.
Adil Osmanov studierte ab 2019 Wirtschaft und Verwaltung an der Staatlichen Universität Moldau und graduierte 2024. Er trainiert in Chișinău und startet für Petrocub.